# Mysidella truncata
Mysidella truncata är en kräftdjursart som beskrevs av Murano 2002. Mysidella truncata ingår i släktet Mysidella och familjen Mysidae. Inga underarter finns listade i Catalogue of Life.